# بخش اشلان

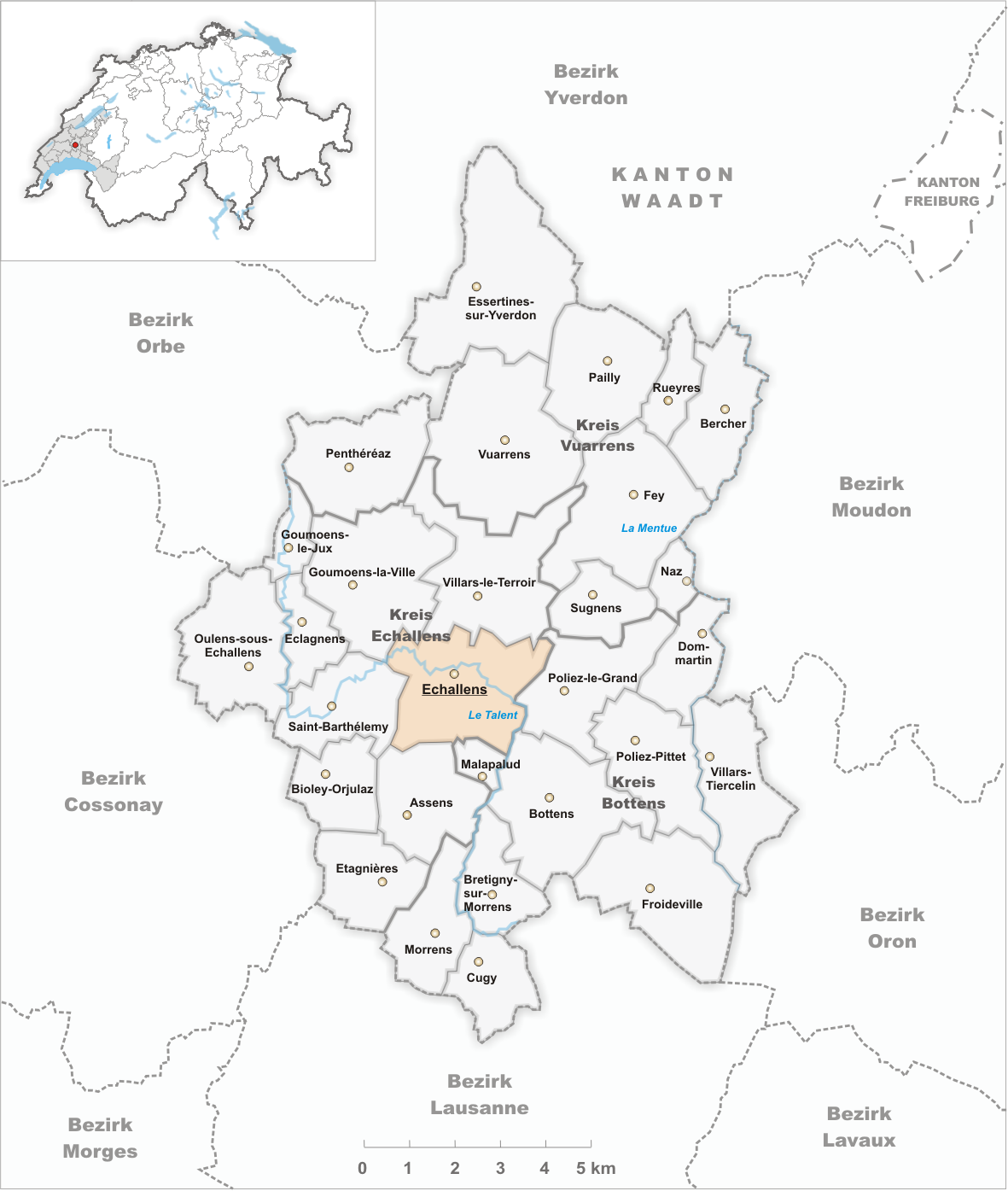
نقشه بخش و مرکز بخش

بخش اشلان یکی از بخشهای کانتون وو در کشور سوئیس بود. این بخش در ۳۱ اوت ۲۰۰۶ در Gros-de-Vaud District منحل شد. اشلان مرکز این بخش بود.